# Lungtjärnen (Ljusdals socken, Hälsingland, 687234-152188)
Lungtjärnen är en sjö i Ljusdals kommun i Hälsingland och ingår i Delångersåns huvudavrinningsområde.